# 西原 (さいたま市)
西原（にしはら）は、埼玉県さいたま市岩槻区の町丁。現行行政地名は西原のみで、丁目の設定はない。住居表示実施地区。郵便番号は339-0081。

## 地理
埼玉県東部、さいたま市岩槻区中央部（旧岩槻市中央部）に位置する。北東側で西町に、南東側で大字岩槻の飛地および大字加倉の飛地に、南西側で西原台に、北西側で大字岩槻に隣接する。全域が市街化区域に指定されている。主に住宅地域となっている。生産緑地地区もみられる。

### 地価
住宅地の地価は、2023年（令和5年）1月1日時点の公示地価によれば、西原3901番6（住居表示は西原5番112号）の地点で10万2000円/m2となっている。

## 歴史
- 2000年（平成12年）2月7日：住居表示実施に伴い、岩槻市大字岩槻および大字加倉の各一部から西原が成立。
- 2005年（平成17年）4月1日：岩槻市がさいたま市に編入合併され、さいたま市岩槻区の町丁となる[9]。

## 世帯数と人口
2024年（令和6年）2月1日時点の世帯数と人口は、以下のとおりである。
| 町丁 | 世帯数  | 人口   |
| ---- | ------- | ------ |
| 西原 | 713世帯 | 1424人 |

## 小・中学校の学区
市立小・中学校に通う場合、学区（校区）は以下のとおりとなる。
| 町丁 | 区域 | 小学校                 | 中学校                 |
| ---- | ---- | ---------------------- | ---------------------- |
| 西原 | 全域 | さいたま市立西原小学校 | さいたま市立西原中学校 |

## 交通

### 鉄道
地内に鉄道路線は通っていない。最寄り駅は、全域が東武野田線（東武アーバンパークライン）の岩槻駅であり、西原3901番6（住居表示は西原5番112号）の地点から約1.1 kmの位置にある。

### 路線バス・乗合タクシー
さいたま市岩槻区並木・加倉地区乗合タクシー「らくらく号」が運行されている。
- 緑色のルート：エクレール一番館 - 加倉住宅 - 高橋医院前 - 岩槻駅西口
- 橙色のルート：エクレール四番館 - エクレール一番館 - 加倉住宅 - 加倉坂下 - 高橋医院前 - ヤオコー岩槻西町店 - 岩槻駅西口 - 丸山記念総合病院
  - いずれもさいたま福祉サービス（小原交通）が運行

### 道路
地内に国道、主要地方道および一般県道は通っていない。

## 施設
- 西本町自治会館
- 岩槻西原第一宿舎
- 西原運動広場
- さいたま市立西原放課後児童クラブ
- さいたま市立西原小学校